# El capità Dent de Sabre i el diamant màgic
El capità Dent de Sabre i el diamant màgic (noruec: Kaptein Sabeltann og den magiske diamant) és una pel·lícula de comèdia musical noruega-belga del 2019 dirigida per Rasmus A. Sivertsen i Marit Moum Aune (en el seu debut com a director) a partir d'un guió de Karsten Fullu. Basada en la franquícia del capità Dent de Sabre, el guió es basa en una obra de teatre de Terje Formoe de 1996. És produïda per Qvisten Animation i es va estrenar a Noruega el 27 de setembre de 2019. S'ha doblat al català.
La pel·lícula va recaptar 915.225 de dòlars a la seva setmana d'estrena per un total brut de 2.414.475 dòlars al final de distribuir-se en cinemes. Es va estrenar en altres cinemes d'arreu del món que va contribuir a un total brut de 2.777.947.